# Council for Assisting Refugee Academics
O Council for Assisting Refugee Academics (Conselho de Assistência a Acadêmicos Refugiados) é uma organização caritativa britânica dedicada à assistência de acadêmicos que, por razões incluindo perseguição e conflitos, foram incapazes de continuar suas pesquisas em seu país de origem. Os acadêmicos recebem auxílio financeiro e outros suportes para se fixarem no Reino Unido e reconstruirem suas carreiras.
A organização, originalmente denominada Academic Assistance Council (A.A.C.), foi fundada em 1933, para assistir judeus e outros acadêmicos forçados a fugir do nazismo. Foi depois consolidada, passando a ser denominada Society for the Protection of Science and Learning (SPSL) em 1936, e em 1997 mudou sua denominação para Council for Assisting Refugee Academics.

## História
Enquanto estudando em Viena em 1933, William Beveridge, diretor da London School of Economics and Political Science (LSE), soube que acadêmicos considerados "indesejáveis" pelo governo nazista estavam sendo demitidos de seus postos. Inconformado com esta situação, Beveridge retornou à Inglaterra preocupado em ajudar estes acadêmicos descartados pela Alemanha. Ele concebeu então a ideia para a criação da A.A.C., convencendo o proeminente físico Ernest Rutherford a ser o primeiro presidente da organização, com Archibald Vivian Hill como seu vice-presidente.
Em maio do mesmo ano Beveridge fez circular uma carta publicando a criação da A.A.C. Assinada por dirigentes acadêmicos, dentre os quais cinco laureados com o Prêmio Nobel, este documento foi publicado nos principais jornais britânicos. Em junho Rutherford identificou seus propósitos caritativos em dois pontos: o primeiro com o intuito de criar um fundo para a assistência de acadêmicos deslocados, e o segundo para funcionar como um centro de informações, pondo os acadêmicos em contato com as instituições que melhor podem auxiliá-los.
A organização logo tornou-se exitosa. A LSE dispôs-se a disponibilizar postos, e o discurso de Albert Einstein em outubro no Royal Albert Hall contribuiu para sua rápida publicidade. Após menos de oito meses em operação, o conselho já tinha mais de £ 10 mil de fundos.